# لیلة المبیت
بر اساس مطالبی که در منابع اسلامی ذکر شده، لیلة المبیت شبی است که سران قبیلهٔ قریش تصمیم گرفتند در آن شب محمد، پیامبر اسلام، را به قتل برسانند، ولی یک خبرچین به آنها خبر داد و علی به جای محمد در بستر وی خوابید و نقشه قریشیان به سرانجام نرسید.

## روایت اسلامی
بر اساس روایت اسلامی، داستان لیلة المبیت از این قرار است که وقتی قریش بر آزار و تحت فشار قرار دادن مسلمانان و مجبور ساختن آنان بر دست برداشتن از آیین اسلام و دلسرد کردن آن‌ها از یاری محمد پرداخت، محمد به یاران خود فرمان هجرت به مدینه را داد، یاران وی نیز در چند مرحله به صورت دسته‌های کوچک و پنهانی و دور از چشم قریش رهسپار مدینه شدند.